# 原鉄道模型博物館
原鉄道模型博物館（はらてつどうもけいはくぶつかん、英語: Hara Model Railway Museum）は、神奈川県横浜市西区高島の横浜三井ビルディング2階（テツモポート内）に所在する、三井不動産が運営する鉄道模型等を展示する博物館である。

## 概要

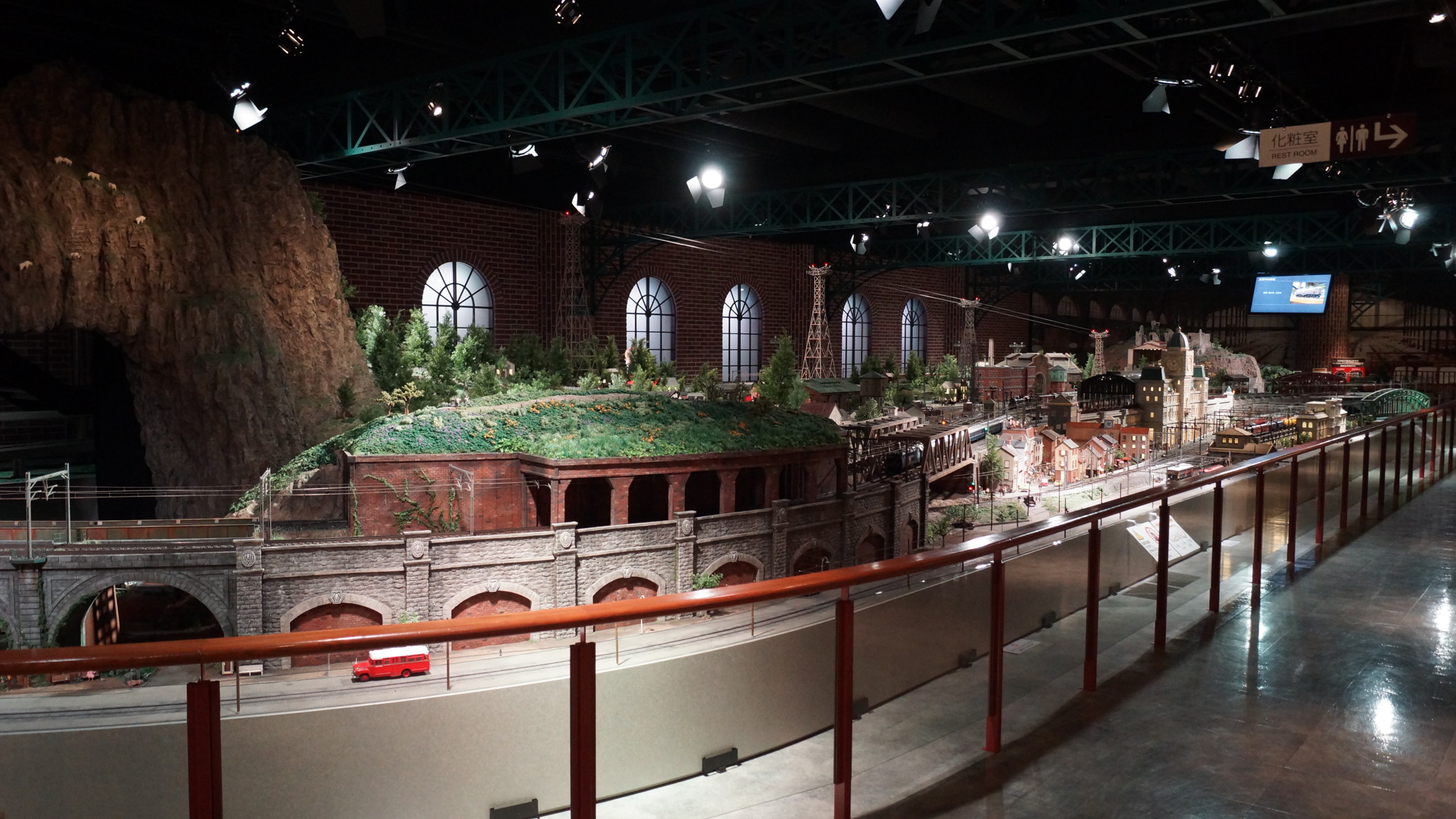
一般公開されている1番ゲージのレイアウトとしては世界最大規模の巨大レイアウト

当館は、コクヨ元専務で世界的に著名な鉄道模型製作・収集家の原信太郎（はら のぶたろう、1919年4月4日 - 2014年7月5日）の世界一ともいわれる量の鉄道模型コレクションの一部にあたる約2,500両を収蔵し、このうち約1,000両と鉄道関連資料を展示する、延床面積約1,700平方メートルの博物館である。館内には1番ゲージの室内ジオラマとしては世界最大級の面積となる約310平方メートルの「いちばんテツモパークジオラマ」が設置され、この上をコレクションの鉄道模型が走行している。
2012年（平成24年）7月10日に開館。同日に天賞堂みなとみらい店がミュージアムショップとして当館階下の1階に開店したが、2023年1月16日をもって天賞堂みなとみらい店は閉店した。

## コレクション
当館に収蔵されていないものも含めると、原コレクションは所蔵模型約6,000両、撮影したスチール約10万、フィルム約440時間、鉄道書籍・関連コレクション多数から構成されており、その特徴は、蒸気機関車から電気機関車へと鉄道が著しい発展を遂げた時代の世界中の鉄道車両を再現した模型コレクションであることと、多くの模型が徹底した再現性を有していることである。特に原が生涯にわたって自主製作や特別発注して製作されてきた約1,000両はその再現性が高い。これらのコレクションは、原が延べ約380か国を訪問して鉄道写真を撮影したり鉄道資料や模型を収集することで質・量ともに充実されてきたものである。2016年7月に一般公開された台湾高雄市の哈瑪星台湾鉄道館にも特設展で当コレクションの一部が約1年間貸し出されている。
原コレクションの特徴である再現性とは、多くの鉄道模型が量産性やコストパフォーマンスのために材質や電動走行の仕組みを変更しているのに対し、実際の鉄道と同じく鉄やガラスを用いたり、駆動に関しても架線とパンタグラフによって給電するため、ブレーキをかけないと惰性走行する点などが挙げられる。
ただし、本館で展示されている車両のみが原慎太郎のコレクションであり、ジオラマは手掛けていない。

## 利用案内
公式サイト「営業概要」を参照。

## イベント
いちばんテツモパーク フォトウィーク
10月14日の鉄道の日を記念して2012年10月1日から10月14日までの期間は、16時から18時まで「いちばんテツモパーク フォトウィーク」が開催され、当時写真撮影が許可されていなかった館内のうち「いちばんテツモパークジオラマ」に限り入館者の撮影が許され懸賞付きのフォトコンテストも行われた。以降このイベントはその後2012年12月15日 - 2013年1月6日・4月4日 - 26日・9月21日 - 10月14日にも開催され、同イベントの実績と来館者からの要望を踏まえて2013年11月1日からフラッシュや三脚の使用禁止等を条件に全館の撮影が解禁された。

## 文献
- 「スーパー鉄道模型わが生涯道楽」、講談社、2006年10月、ISBN 9784062724036。
- 「原信太郎鉄道模型のすべて: 技術の極み、躍動美」、誠文堂新光社、2008年8月、ISBN 9784416308110。